# Деллинджер (лунный кратер)
Кратер Деллинджер (лат. Dellinger) — большой древний ударный кратер в экваториальной области обратной стороны Луны. Название присвоено в честь американского инженера Джона Деллинджера (1886—1962) и утверждено Международным астрономическим союзом в 1970 г. Образование кратера относится к донектарскому периоду.

## Описание кратера

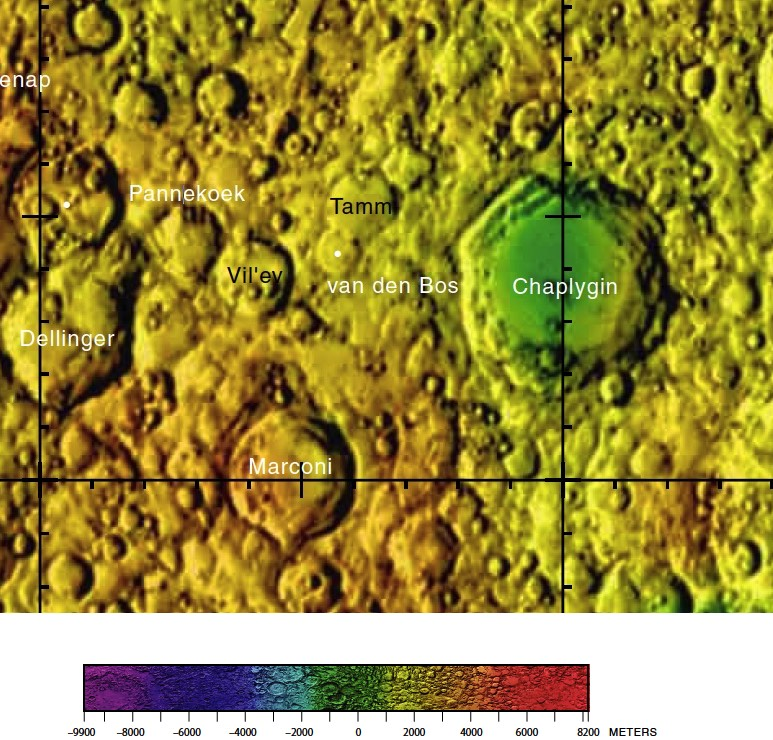
Окрестности кратера Деллинджер. Фрагмент карты обратной стороны Луны.

Ближайшими соседями кратера являются кратер Паннекук, примыкающий к северной части кратера Деллинджер; кратер Вильев на востоке-северо-востоке; кратер Маркони на юго-востоке; кратеры Шовене и Тен Бруггенкате на юго-западе. Селенографические координаты центра кратера 6°52′ ю. ш. 140°42′ в. д. / 6,87° ю. ш. 140,7° в. д., диаметр 82 км, глубина 2,8 км.
За время своего существования кратер существенно разрушен, имеет полигональную форму с выступом в южной части. Северная часть вала перекрыта сателлитным кратером Деллинджер B (см. ниже). Высота вала над окружающей местностью достигает 1360 м, объем кратера составляет приблизительно 6100 км³. Дно чаши пересеченное, в северо-западной части чаши находятся два приметных небольших кратера.

## Сателлитные кратеры

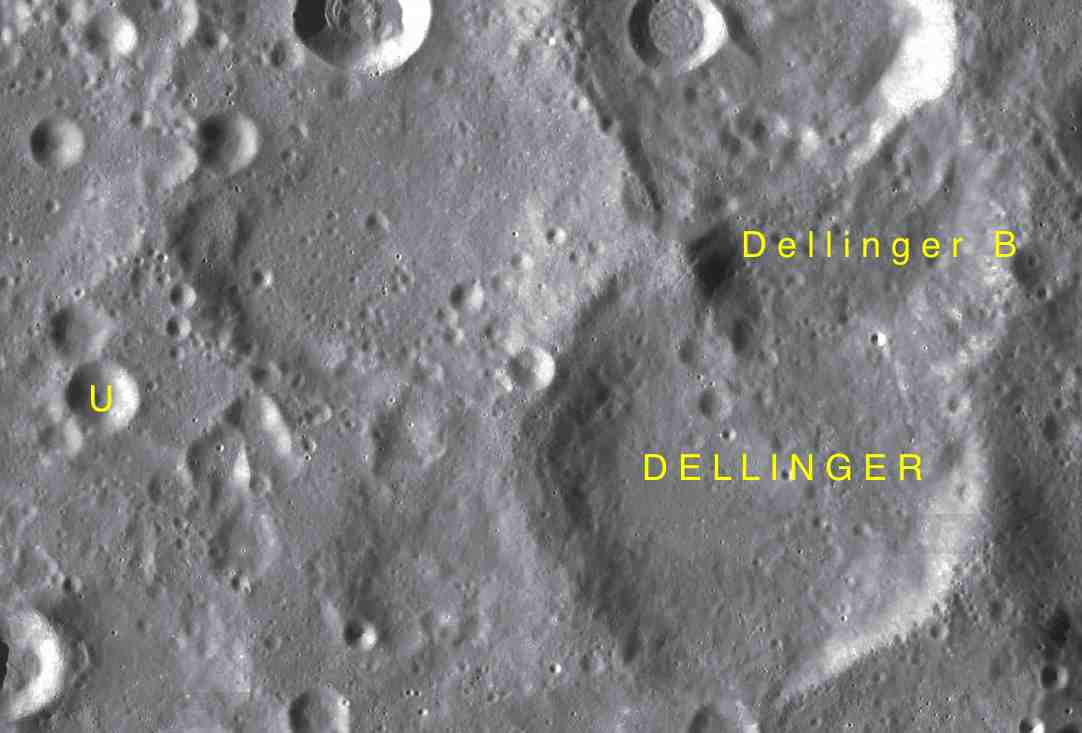
Фрагмент карты LAC-84.

| Деллинджер | Координаты                                            | Диаметр, км |
| ---------- | ----------------------------------------------------- | ----------- |
| B          | 5°30′ ю. ш. 141°14′ в. д. / 5,5° ю. ш. 141,24° в. д.  | 55,2        |
| U          | 6°27′ ю. ш. 136°59′ в. д. / 6,45° ю. ш. 136,99° в. д. | 12,7        |